# Too Old to Die Young
Too Old to Die Young – amerykański internetowy miniserial (dramat, kryminał, thriller) wyprodukowany przez Space Rocket oraz Picrow, którego twórcami są Nicolas Winding Refn i Ed Brubaker.
Wszystkie 10 odcinków zostało udostępnionych 14 czerwca 2019 roku na stronie internetowej platformy Amazon Studios.
Pod koniec lipca 2019 roku platforma Amazon poinformowała o zakończenie produkcji serialu po jednym sezonie.
Serial opowiada o Martinie Jonesie, policjancie, który po zabójstwie kobiety trafia do półświatka Los Angeles.

## Obsada

### Główna
- Miles Teller jako Martin Jones[3]
- Augusto Aguilera jako Jesus Rojas[4]
- Cristina Rodlo jako Yaritza[4]
- Nell Tiger Free jako Janey Carter[4]
- John Hawkes jako Viggo Larsen[4]
- Jena Malone jako Diana DeYoung[4]

### Role drugoplanowe
- William Baldwin jako Theo Carter
- Callie Hernandez jako Amanda[4]
- Babs Olusanmokun jako Damian[4]
- Hart Bochner jako porucznik
- Carlotta Montanari jako Magdalena
- George Payne
- Chris Coppola jako Melvin Redmond
- Joanna Cassidy jako Eloise
- Maxine Bahns jako Rebecca Gilkins
- Brad Hunt jako Rob Crockett
- Mak Takano jako Yakuza Boss
- Hideo Kojima jako Assassin
- Callan Mulvey jako Keith Redford

## Odcinki
| #  | Tytuł                        | Reżyseria            | Scenariusz                                      | Premiera w Amazon Studios |
| -- | ---------------------------- | -------------------- | ----------------------------------------------- | ------------------------- |
| 1  | Volume 1: The Devil          | Nicolas Winding Refn | Nicolas Winding Refn, Ed Brubaker               | 14 czerwca 2019           |
| 2  | Volume 2: The Lovers         | Nicolas Winding Refn | Nicolas Winding Refn,Ed Brubaker                | 14 czerwca 2019           |
| 3  | Volume 3: The Hermit         | Nicolas Winding Refn | Nicolas Winding Refn,Ed Brubaker                | 14 czerwca 2019           |
| 4  | Volume 4: The Tower          | Nicolas Winding Refn | Nicolas Winding Refn, Ed Brubaker               | 14 czerwca 2019           |
| 5  | Volume 5: The Fool           | Nicolas Winding Refn | Nicolas Winding Refn, Ed Brubaker               | 14 czerwca 2019           |
| 6  | Volume 6: The High Priestess | Nicolas Winding Refn | Nicolas Winding Refn, Ed Brubaker               | 14 czerwca 2019           |
| 7  | Volume 7: The Magician       | Nicolas Winding Refn | Nicolas Winding Refn, Ed Brubaker               | 14 czerwca 2019           |
| 8  | Volume 8: The Hanged Man     | Nicolas Winding Refn | Nicolas Winding Refn, Ed Brubaker               | 14 czerwca 2019           |
| 9  | Volume 9: The Empress        | Nicolas Winding Refn | Nicolas Winding Refn, Ed Brubaker, Halley Gross | 14 czerwca 2019           |
| 10 | Volume 10: The World         | Nicolas Winding Refn | Nicolas Winding Refn, Halley Gross              | 14 czerwca 2019           |

## Produkcja
8 lutego 2017 roku platforma Amazon zamówiła 10-odcinkowy serial.
Pod koniec marca 2017 roku ogłoszono, że główną rolę otrzymał Miles Teller.
W listopadzie 2017 roku poinformowano, że Nell Tiger Free, John Hawkes, Cristina Rodlo, Augusto Aguilera, Babs Olusanmokun, Jena Malone, Callie Hernandez oraz Billy Baldwin dołączyli do obsadu serialu.